# Ocean's Twelve
Ocean's Twelve è un film del 2004 diretto da Steven Soderbergh e avente come attori principali George Clooney, Brad Pitt, Catherine Zeta-Jones, Julia Roberts e Matt Damon.
Il film, che prosegue gli eventi di Ocean's Eleven - Fate il vostro gioco del 2001, è uscito nelle sale degli Stati Uniti il 10 dicembre 2004, mentre in quelle italiane il 17 dicembre.
Il terzo capitolo della serie è Ocean's Thirteen del 2007.

## Trama
All'inizio di Ocean's Twelve, gli undici membri della banda (Ocean's Eleven) stanno vivendo separatamente le loro vite e spendendo i soldi, frutto del loro furto ai tre casinò di Las Vegas nel primo film.
Terry Benedict, il proprietario dei tre casinò, rintraccia uno per uno ogni membro della squadra, ed esige che gli vengano restituiti i suoi soldi con gli interessi. Benedict dà alla squadra due settimane di tempo per fornirgli i soldi che ammontano a 190 milioni di dollari; molti hanno ancora molto del denaro rubato e devono restituirlo, ma alla cifra manca tutto il denaro speso e gli interessi: gli undici ladri, quindi, devono racimolare la cifra totale di circa 97 milioni.
Ocean e la sua squadra decidono di organizzare un altro furto per saldare il debito. Essendo ancora ricercati negli Stati Uniti, trovano un obiettivo europeo: il più vecchio certificato di riserva del mondo, emesso dalla Compagnia Olandese delle Indie Orientali nel 1602 è conservato ad Amsterdam. Riescono ad aprirsi un varco nella sicurezza intorno al certificato ma un altro ladro, tra i più bravi al mondo e che si firma NightFox, la Volpe della Notte, aveva già effettuato il colpo battendoli sul tempo.
Si scopre poi che è stato proprio Night Fox a rivelare l'identità degli undici a Benedict. Questo perché il suo mentore, il più grande ladro di tutti i tempi, Gaspar LeMarc, ormai ritirato, è convinto che il furto degli Ocean's Eleven sia uno dei più grandi furti della storia. NightFox, offeso dall'affermazione del suo mentore, infrange la "regola numero uno" (mai rivelare l'identità di un altro ladro) per fare in modo che Ocean e la sua banda vengano in Europa. NightFox incontra Danny nella propria villa sul Lago di Como e gli propone una sfida: rubare l'Uovo dell'incoronazione, appena arrivato a Roma. NightFox promette inoltre a Danny che, se la sua squadra riuscirà a rubare l'uovo, e quindi a batterlo nella sfida, sarà lui stesso a pagare a Benedict la somma necessaria a coprire il debito.
Nel frattempo, un'investigatrice dell'Europol, l'agente Isabel Lahiri, vecchia fiamma di Rusty e figlia di un famoso ladro ignoto fino alla fine del film, viene a sapere che la banda di Ocean è ad Amsterdam prima e a Roma poi, e in quest'ultima città, dopo aver cercato di convincere il suo superiore, ne falsifica la firma per ottenere più risorse umane per catturare gli Undici, a cui nel frattempo si aggiunge Tess. Isabel sventa due tentativi di furto e cattura tutti i componenti della banda. Gli undici vengono arrestati e arrivano gli agenti federali. Qui Linus viene scelto per essere interrogato, dato che sembra il più debole tra tutti. Linus cede e rivela tutto agli agenti che procedono con l'estradizione andando in macchina verso l'aeroporto; nella macchina dove viaggiano Linus e la direttrice dei federali (quella che lo ha interrogato), al giovane viene lanciata la chiave delle manette e si scopre che la donna è la madre di Linus, giunta per liberarlo dopo essere venuta a conoscenza di tutta la storia. Lei stessa gli rivelerà di essere orgogliosa, insieme al marito, dei suoi successi avuti all'interno della banda degli undici ladri e di come tuttavia avrà ancora bisogno di piccoli accorgimenti per essere perfettamente completo.
Appena liberi, Danny e Tess fanno visita a NightFox nella sua villa sul Lago di Como dove lui spiega loro compiaciuto come ha rubato l'uovo. Successivamente Danny rivela a NightFox che l'uovo che ha rubato era un falso. Lui e Rusty, infatti, avevano contattato LeMarc che gli aveva rivelato il percorso che avrebbe fatto l'Uovo per arrivare a Roma. Così tutti gli Ocean's Eleven si erano organizzati e avevano rubato il vero uovo quando era ancora in viaggio per Roma. Avendo vinto la sfida, Danny prende i soldi che gli spettano.
Si scopre poi che dietro a tutto c'era proprio LeMarc, che aveva deliberatamente fatto sentire NightFox inferiore agli Ocean's Eleven per farlo entrare in competizione con loro. Rusty fa anche ricongiungere Isabel con il padre, che è lo stesso LeMarc.

## Produzione
Le riprese del film sono iniziate il 12 agosto 2003 e sono state effettuate in molte località del mondo, di seguito le più importanti.
- Monte Carlo, Monaco
- Cernobbio, Lago di Como, Italia
- Chicago, Illinois, Stati Uniti d'America
- Winnetka, Illinois, Stati Uniti d'America
- Lake Forest, Illinois, Stati Uniti d'America
- Lincolnwood, Illinois, Stati Uniti d'America
- Amsterdam, Paesi Bassi
- Haarlem, Paesi Bassi
- Parigi, Francia
- Roma, Italia
- Tonnara di Scopello, presso Castellammare del Golfo, Sicilia, Italia

## Colonna sonora
Ocean's Twelve OST (Warner, 7 dicembre, 2004):
- Ornella Vanoni - L'appuntamento (4:35)
- David Holmes - $165 Million + Interest (into) The Round Up (5:43)
- Roland Vincent - L.S.D. Partie (2:59)
- David Holmes - Lifting the Building (2:34)
- David Holmes - 10: 35 I Turn Off Camera 3 (2:25)
- Piero Umiliani - Crepuscolo Sul Mare (2:44)
- David Holmes - What R We Stealing (3:21)
- Dynastie Crisis - Faust 72 (3:23)
- David Holmes - Stealing the Stock (into) Le Renard de Nuit (4:53)
- David Holmes - 7/29/04 the Day Of (3:11)
- Yellowhammer - Lazy [Album Version] (4:30)
- John Schroeder - Explosive Corrosive Joseph (2:33)
- David Holmes - Yen on a Carousel (3:13)
- David Holmes - Real Story (2:55)
- Dave Grusin - Ascension to Virginity (5:05)
- David Holmes - Untitled (1:02)
- Gotan Project - El Capitalismo Foràneo (6:13)

Durata Totale: 54:04

## Incassi
Nonostante le aspettative estremamente alte del botteghino, non ha avuto un successo paragonabile a quello di Ocean's Eleven. A livello mondiale ha incassato in totale 362744280 $ a fronte di 110 milioni spesi.

## Cameo
- Nel film compare anche l'attore Bruce Willis nella parte di se stesso.
- Julia Roberts interpreta il ruolo di Tess, che interpreta il ruolo di Julia Roberts.

## Riferimenti ad altri film
Nel film vi è un chiaro riferimento al film La stangata: nel momento in cui Tess (Julia Roberts) deve far finta di svenire, Saul  (Carl Reiner) fa lo stesso cenno che Paul Newman utilizza per avvisare i suoi vecchi complici di voler fare un nuovo colpo.